# Касапава-ду-Сул
Касапава-ду-Сул (порт. Caçapava do Sul) — муниципалитет в Бразилии, входит в штат Риу-Гранди-ду-Сул. Составная часть мезорегиона Юго-восток штата Риу-Гранди-ду-Сул. Входит в экономико-статистический микрорегион Серрас-ди-Судести. Население составляет 32 576 человек на 2007 год. Занимает площадь 3047,120 км². Плотность населения — 11,4 чел./км².

## История
Город основан 9 декабря 1885 года.

## Статистика
- Валовой внутренний продукт на 2003 составляет 252 872 182,00 реала (данные: Бразильский институт географии и статистики).
- Валовой внутренний продукт на душу населения на 2003 составляет 7297,27 реала (данные: Бразильский институт географии и статистики).
- Индекс развития человеческого потенциала на 2000 составляет 0,768 (данные: Программа развития ООН).

## География
Климат местности: субтропический. В соответствии с классификацией Кёппена, климат относится к категории Cfb.